# Vjollca Mehmeti-Nuredini
Vjollca Mehmeti-Nuredini (mac. Вјолца Мехмети-Нуредини; ur. 6 lutego 1978 w Skopju)  – północnomacedońska polityczka pochodzenia albańskiego wybierana do Zgromadzenia Republiki Macedonii z ramienia Demokratycznego Związku na rzecz Integracji w wyborach parlamentarnych z lat 2011 i 2014.